# (9228) Nakahiroshi
(9228) Nakahiroshi est un astéroïde de la ceinture principale.

## Description
(9228) Nakahiroshi est un astéroïde de la ceinture principale. Il fut découvert le 11 février 1996 à Ōizumi par Takao Kobayashi. Il présente une orbite caractérisée par un demi-grand axe de 3,08 UA, une excentricité de 0,02 et une inclinaison de 5,8° par rapport à l'écliptique.

## Compléments